# Виталий (Вертоградов)
Епископ Виталий (в миру Василий Макарьевич Вертоградов; ок. 1808, Калужская губерния — 24 ноября 1866, Томск) — епископ Русской православной церкви, епископ Томский и Семипалатинский.

## Биография
Родился в семье дьячка Калужской губернии.
Окончил Калужскую духовную семинарию.
В 1829 году поступил в Санкт-Петербургскую духовную академию, которую окончил 6 октября 1833 года со степенью кандидата богословия.
24 октября того же года назначен учителем Калужской духовной семинарии.
2 марта 1841 года рукоположён во священника.
30 марта 1846 года пострижен в монашество.
31 октября 1847 года назначен инспектором Владимирской духовной семинарии.
13 января 1852 года возведён в сан архимандрита.
С 17 марта 1855 года — настоятель Архангельского монастыря в Юрьеве-Польском Владимирской епархии.
30 мая 1856 года назначен ректором Олонецкой духовной семинарии.
С 22 февраля 1864 года — ректор Псковской духовной семинарии и настоятель Спасо-Мирожского монастыря.
10 января 1865 года хиротонисан во епископа Томского и Семипалатинского.
Скончался 25 ноября 1866 года. 5 декабря 1866 года погребён в Томском кафедральном соборе за правым клиросом. Чин погребения совершал епископ Енисейский и Красноярский Никодим (Казанцев).